# Haploa leucomelas
Haploa leucomelas là một loài bướm đêm thuộc phân họ Arctiinae, họ Erebidae.